# João Paulo T. Esperança

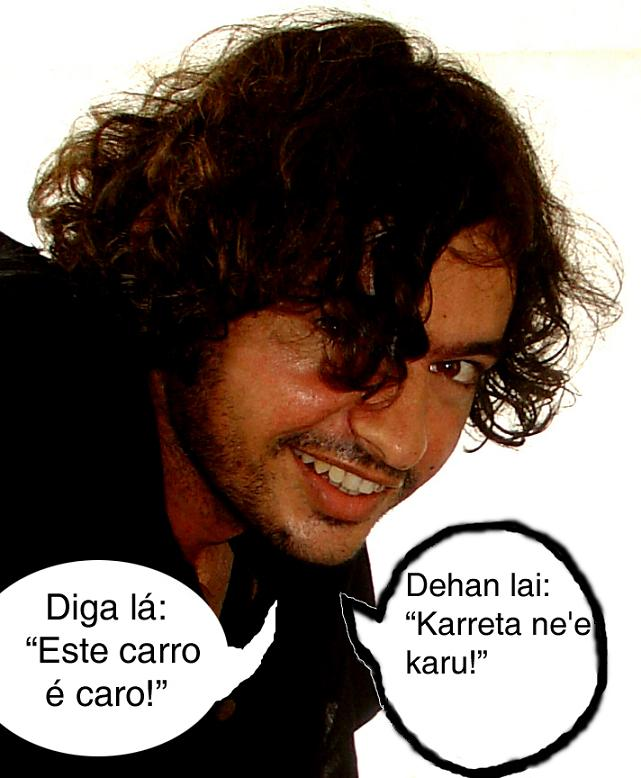
J.P. Esperança

João Paulo Tavares Esperança (Ílhavo, 10 de Dezembro de 1972) é um linguista e tradutor português.

## Biografia
Professor no Departamento de Língua Portuguesa da Faculdade de Ciências da Educação da Universidade Nacional de Timor Lorosa’e (UNTL), em Díli, desde Abril de 2001, é um dos poucos linguistas portugueses com obra publicada sobre as línguas de Timor-Leste. Para além disso é tradutor de tétum e para tétum, e tem estado activo na formação de jovens tradutores leste-timorenses.
Colabora regularmente no semanário timorense Lia Foun e no jornal literário, também de Timor-Leste, Várzea de Letras.

## Obra
- Estudos de linguística timorense. Aveiro (Portugal), SUL – Associação de Cooperação para o Desenvolvimento, 2001 – ISBN 972-97434-1-X
- (co-autor) O que é a Lusofonia. Gente, culturas, terras/Saída maka luzofonia. Ema, kultura, rain. Díli, Instituto Camões, 2005 – livro bilingue em tétum e português

## Traduções
- Liurai Oan Ki’ik - Antoine de Saint-Exupéry. Tradução para tétum a partir do original francês fr:Le Petit Prince (ver também tradução portuguesa O Principezinho) – co-tradutora Triana Corte-Real de Oliveira
- Anju Timór nian - Sophia de Mello Breyner Andresen. Tradução para tétum a partir do original português O Anjo de Timor - co-tradutora Emília Almeida de Araújo
- Fada Oriana - Sophia de Mello Breyner Andresen. Tradução para tétum a partir do original português A Fada Oriana - co-tradutora Emília Almeida de Araújo
- Orelhas (conto) - Seno Gumira Ajidarma. Tradução para português a partir do original em indonésio Telinga. O conto original faz parte do livro Saksi Mata e a tradução intitulada Orelhas (conto indonésio) constitui o primeiro texto deste importante escritor indonésio a aparecer em língua portuguesa.